# Überlingen
Überlingen és una ciutat alemanya de l'estat federat de Baden-Württemberg, concretament del districte de Bodensee. Està situada al sud-oest d'Alemanya a la riba nord del llac Constança. Té una població aproximada de 21.000 habitants.

## Història

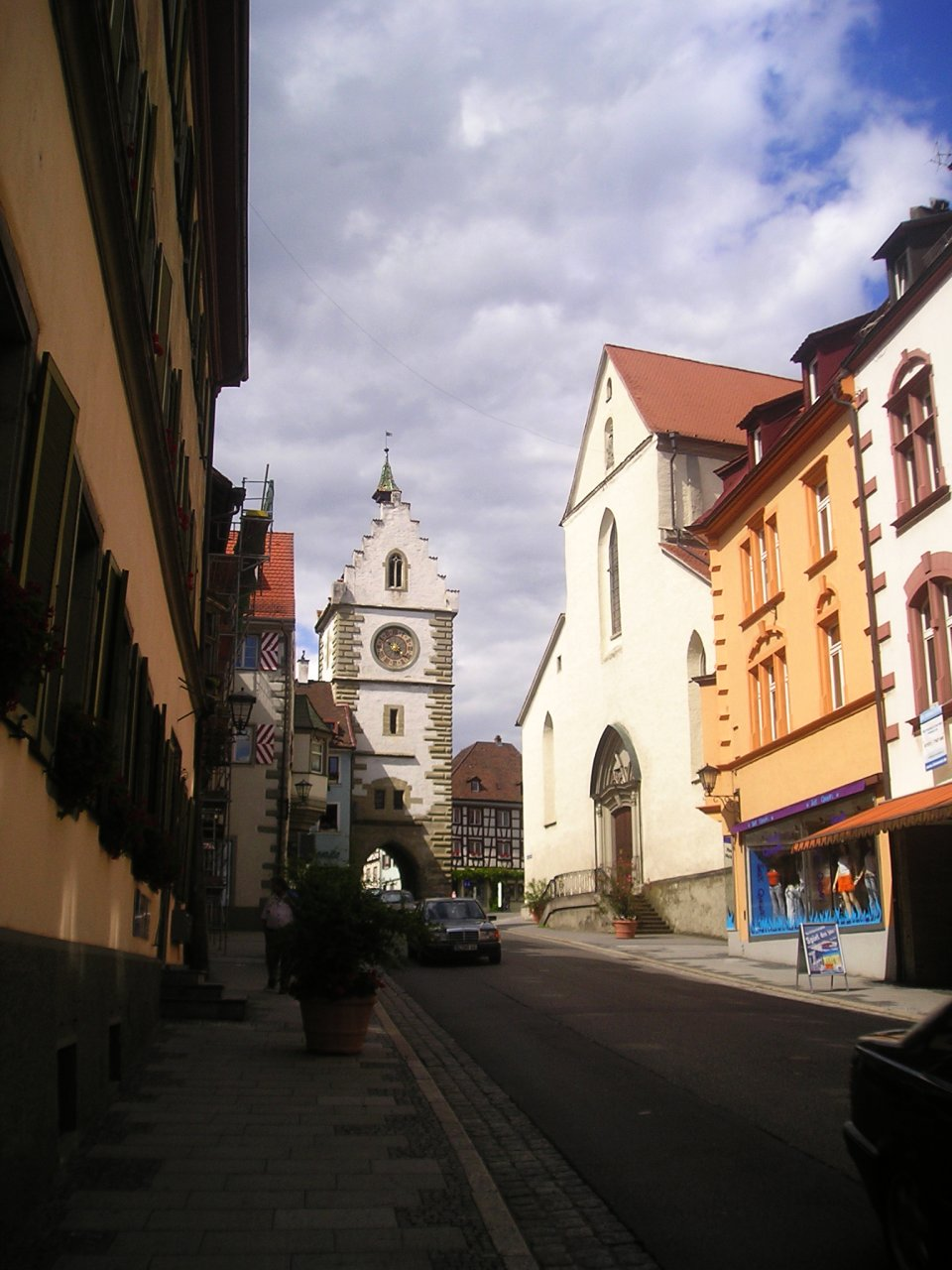
Überlingen

Els primers indicis de la població alamana d'Überlingen es remunten a l'any 770. L'any 1211 se li va concedir al municipi el títol de ciutat. La creació del centre urbà amb catedral, ajuntament i fortificacions, sorgeix a partir de la fundació de la ciutat per part de l'Emperador Frederic I Barbaroja el 1180. Com a ciutat-mercat i punt estratègicament fortificat, va esdevenir centre d'importància de la dinastia d'emperadors Hohenstaufen. La ciutat patí un fort creixement entre el segle xiii i el xvi, principalment gràcies a la collita intensiva de vinya, efectuada a les proximitats del llac Constança. Durant la Guerra dels Trenta Anys, els suecs van intentar conquerir la ciutat el 1632 i el 1634. Únicament ho van aconseguir l'any 1643 gràcies a un atac llampec.
L'any 2002, un accident aeri a la rodalia de la ciutat fruit d'un impacte entre un Tupolev 154 i un Boeing 757, va provocar 71 víctimes mortals.
Avui en dia, Überlingen és una destinació molt popular entre els turistes del llac Constança.